# Corine Hierckens
Corine Hierckens (Verviers, 30 mei 1982) is een wielrenner uit België.
Bij de nieuwelingen wordt Hierckens in 1997 en 1998 tweede op het Belgisch kampioenschap wielrennen voor dames nieuwelingen.
In 2003 werd Hierckens derde in de Draai van de Kaai. Dat jaar werd ze 37e op de Wereldkampioenschappen wielrennen 2003.
In 2005 wordt Hierckens nationaal kampioene op de weg.
In 2007 won Hierckens de Erondegemse Pijl.
I.Beyen · L.Beyen · Boyd · Bras · Carrigan · De Merlier · De Vocht · De Vuyst · Decroix · Delfosse · Depoorter · Dervan · D'Hamecourt · Druyts · Du Toit · Duprez · Hierckens · Lanssens · Llaca · Schoonbaert · Steenssens · Torsius · Van Doorslaer · Van Geyt · Verbeke · Verstraete · Watt · Wright